# Beierleinsmühle
Beierleinsmühle (fränkisch: Schdollamühl) ist ein Wohnplatz der Stadt Wolframs-Eschenbach im Landkreis Ansbach (Mittelfranken, Bayern). Nach 1885 wird die heute im Hauptort aufgegangene Mühle nicht mehr als Ortsteil geführt.

## Geografie
Die Mühle liegt im Osten des Stadtgebietes von Wolframs-Eschenbach am rechten Oberlauf des Erlbachs, der bis dorthin noch Stollamühlbach genannt wird und danach zunächst Gänsbach, und südlich an der von Windsbach kommenden Staatsstraße 2220. Unmittelbar östlich schließt sich eine Kläranlage an, nördlich der St 2220 befindet sich ein östlicher Siedlungsteil der Stadt aus dem 20. Jahrhundert.

## Geschichte
Der Ort wurde 1522 als „Stollenmul“ erstmals urkundlich erwähnt. Das Bestimmungswort des Ortsnamens ist der Familienname Stoll, die ursprünglichen Besitzer der Mühle.
Im 16-Punkte-Bericht des Oberamts Windsbach von 1608 ist für die „Stolnmühl“ eine Mannschaft verzeichnet, die dem Stadtvogteiamt Eschenbach des Deutschen Ordens unterstand. Das Hochgericht übte das brandenburg-ansbachische Kasten- und Stadtvogteiamt Windsbach aus.
Gegen Ende des 18. Jahrhunderts erhielt die „Stellamühle“ bei der Vergabe der Hausnummern die Nr. 174 des Ortes Wolframs-Eschenbach. Sie hatte weiterhin das Stadtvogteiamt Eschenbach als Grundherrn. 1846 wird sie als „Stollmühle“ erwähnt, ab 1875 als „Stollamühle“. Im 19. Jahrhundert war die Familie Beierlein in Besitz des Anwesens. Erst später kam es zur amtlichen Bezeichnung „Beierleinsmühle“, die aber in der Mundart nie geläufig wurde. Von 1797 bis 1808 unterstand der Ort dem Justiz- und Kammeramt Windsbach.
Heute ist der Ort Haus Nr. 10 und 12 der Windsbacher Straße.

### Einwohnerentwicklung
| Jahr      | 001836 | 001840 | 001861 | 001871 | 001885 |
| Einwohner | 7      | 7      | 9      | 9      | 8      |
| Häuser    | 2      | 1      |        |        | 1      |
| Quelle    | [ 9 ]  | [ 10 ] | [ 11 ] | [ 12 ] | [ 13 ] |

## Religion
Der Ort ist römisch-katholisch geprägt und bis heute nach Liebfrauenmünster (Wolframs-Eschenbach) gepfarrt. Die Einwohner evangelisch-lutherischer Konfession sind nach Unserer Lieben Frau (Merkendorf) gepfarrt.